# Le Rebelle (série télévisée)
Pour les articles homonymes, voir Le Rebelle et Renegade.
Le Rebelle (Renegade) est une série télévisée américaine en 110 épisodes de 44 minutes, créée par Stephen J. Cannell et diffusée entre le 19 septembre 1992 et le 8 mai 1995 en syndication (3 premières saisons) et du 11 septembre 1995 au 4 avril 1997 sur USA Network.
En France, la série a été diffusée sur TF1 à partir du 8 janvier 1994 , sur RTL9 au début des années 2000, sur TF6, sur NT1 en 2010, sur Canal Jimmy en 2012 et 2013, et sur AB1.

## Synopsis
Reno Raines, un très bon flic expert en arts martiaux, fait la promesse à sa fiancée Valerie de quitter la police. Toutefois, avant de rendre son insigne, Reno veut témoigner contre des flics véreux tels que le lieutenant Dutch Dixon, le Sergent Woody Bickford et l'inspecteur Bussy Burrell. Il se retrouve alors piégé par le lieutenant Dixon qui demande à l'inspecteur Bussy Burrell de faire sortir de prison Cletus « Hogg » Adams pour qu'il tue Reno. Mais Cletus tire sur Valerie, Dixon tue Bussy Burrell et fait accuser Reno du meurtre. Reno décide de fuir, et Dixon engage Bobby Sixxkiller, un chasseur de primes aidé de sa demi-sœur Cheyenne Phillips, pour retrouver Reno. Reno raconte à Bobby et Cheyenne son drame et deviendra leur meilleur ami. Reno change d'identité en se faisant appeler Vincent Black et deviendra chasseur de primes et fait équipe avec Bobby et Cheyenne. Reno découvre que Hound Adams a un enregistrement du soir du meurtre du sergent Bussy Barell, où on entend Dixon tuer Burrell. Cette bande est la seule preuve qui disculperait Reno Raines du meurtre. Une longue traque commence entre Reno qui traque Hound pour avoir la bande, et Dixon qui traque Reno pour le tuer.

## Accroche
L'accroche du générique en français est prononcée par Jacques Frantz : « Il était flic et il faisait du bon travail. Mais il avait commis le crime le plus grave, en témoignant contre d'autres flics qui avaient mal tourné. Ces flics avaient tenté de l'éliminer, mais c'est la femme qu'il aimait qui avait été touchée. Accusé à tort de meurtre, il rôdait maintenant du côté du Dakota. Un hors-la-loi poursuivant les hors-la-loi, un chasseur de primes, un renégat. »
(« He was a cop and good at his job, but he committed the ultimate sin and testified against other cops gone bad. Cops that tried to kill him but got the woman he loved instead. Framed for murder, now he prowls the badlands, an outlaw hunting outlaws, a bounty hunter, a renegade. »)

## Distribution

### Acteurs principaux
- Lorenzo Lamas (VF : Vincent Violette) : Reno Raines / Vincent Black
- Branscombe Richmond (VF : Hervé Bellon) : Bobby Sixxkiller
- Kathleen Kinmont (VF : Marie-Laure Beneston) : Cheyenne Phillips (saisons 1 à 4)
- Stephen J. Cannell (VF : Jean-Pierre Moulin puis Pierre Hatet) : le lieutenant puis marshal Donald « Dutch » Dixon
- Sandra Ferguson (VF : Virginie Ledieu) : Sandy Carruthers (saison 5)

Photos des acteurs principaux
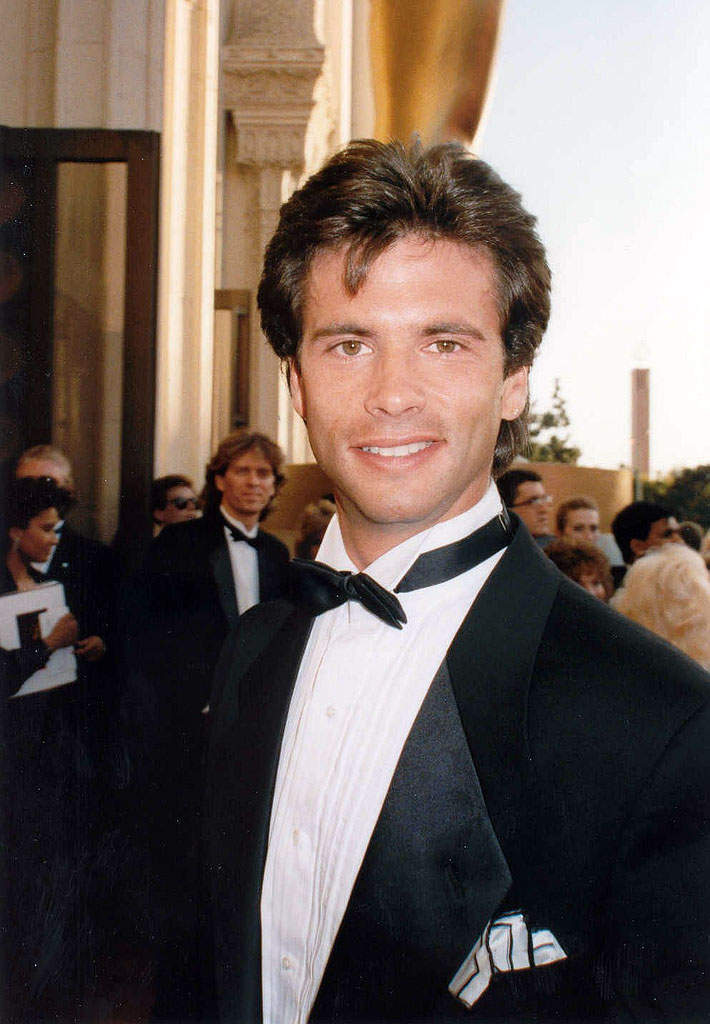
Lorenzo Lamas interprète Reno Raines / Vincent Black
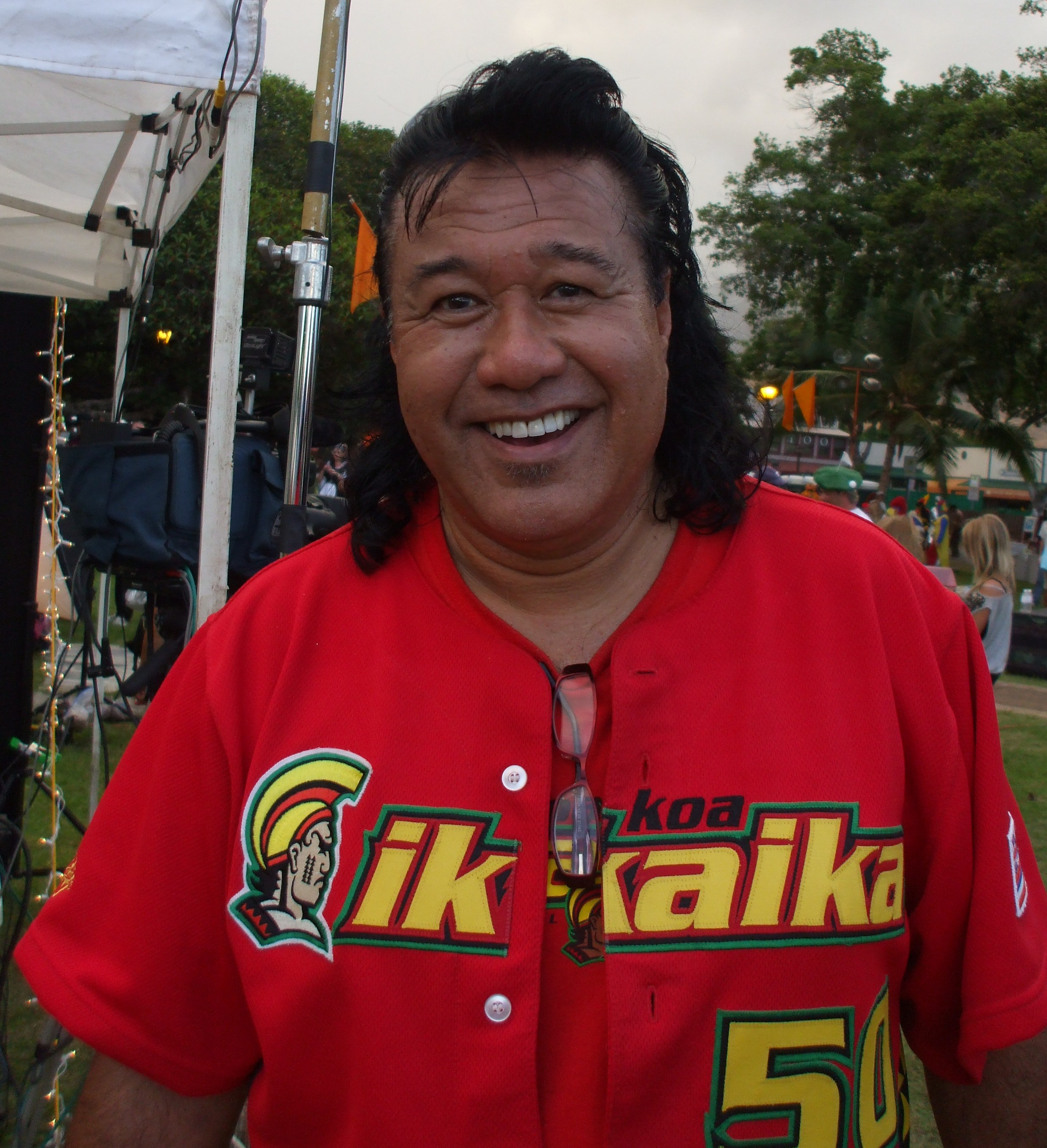
Branscombe Richmond interprète Bobby Sixxkiller
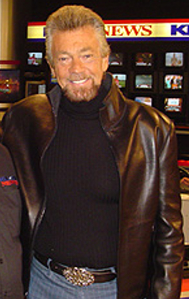
Stephen J. Cannell interprète Donald « Dutch » Dixon

### Acteurs récurrents
- Steven Flynn : Donald Dixon. Jr (saison 3, épisode 9, saison 4, épisode 11 et saison 5, épisode 22)
- Gloria Loring : Melissa Donnie Dixon (saison 3, épisode 11 / saison 5, épisodes 9 et 22)
- Kent McCord : le marshal Jack Hendricks (saisons 4 et 5)
- Deprise Brescia : Valerie « Val » Prentiss (saison 1, épisode 1)
- Art LaFleur : l'inspecteur Bussy Burrell (saison 1, épisode 1)
- Don Gibb : Cletus « Hog » Adams (saison 1, épisode 1)
- Martin Kove : Mitch Raines (saison 1, épisodes 21 et 22)
- Ron Johnson : le sergent Woody Bickford (saisons 1 à 3)
- Charles Napier : le sergent Douglas Raines (saison 2, épisode 10)
- Geoffrey Blake : Hound Adams (saisons 2 à 4)
- Andrea Naversen (VF : Véronique Augereau) : une journaliste télé (saisons 3 et 4)

- Version française
  - Studio de doublage : L'Européenne de doublage
  - Direction artistique : Gilbert Lévy, Vincent Violette, Jean Droze
  - Adaptation : William Coryn

## Épisodes

### Première saison (1992-1993)
1. Le Piège (Renegade)
2. Poursuite Accidentelle (Hunting Accident)
3. Le Jugement dernier (Final Judgement)
4. La Main de dieu (La Mala Sombra)
5. La Détermination d’une mère (Mother Courage)
6. La Deuxième Chance (Second Chance)
7. L’Œil du cyclone (Eye of the Storm)
8. Vengeance aveugle (Payback)
9. La Vengeance d’une fille (The Talisman)
10. Partenaires (Partners)
11. Le Rugissement du lion (Lyons’ Roar)
12. La Chanson de Val (Val’s Song)
13. À prendre ou à laisser (Give and Take)
14. Samouraïs et Yakuzas (Samurai)
15. Reno contre Reno (The Two Renos)
16. Billy (Billy)
17. Cas de force majeure (Headcase)
18. Un tuyau en or (The Hot Tip)
19. Moody River (Moody River)
20. Les Malheurs de Danny (Vanished)
21. Les Gladiateurs - 1re partie (Fighting Cage - Part 1)
22. Les Gladiateurs - 2e partie (Fighting Cage - Part 2)

### Deuxième saison (1993-1994)
1. Vieille canaille (The Hound)
2. La Brebis galeuse (The Champ)
3. Noirs desseins (White Picket Fences)
4. La vie n’a pas de prix (Dead End and Easy Money)
5. L’Exécuteur (No Good Deed…)
6. Le Lapin et le renard (The Rabbit and the Fox)
7. Un été sans fin (Endless Summer)
8. Bonnie et Claire (Bonnie & Claire)
9. Bouclez votre ceinture (Wheel Man)
10. La Cité du vent (Windy City Blues)
11. Une question d’honneur (Honor Bound)
12. Rapt à l’italienne (Hard Rider)
13. Charlie (Charlie)
14. Au sud de la 98 (South of '98)
15. Otage (Hostage)
16. Une semaine mouvementée (Rabbit Redux)
17. L’Enfant du pays (The Posse)
18. Les Espoirs de Cheyenne (Once Burned, Twice Chey)
19. Shérif Reno (Sheriff Reno)
20. Le Contrat - 1re partie (Murderer’s Row - Part 1)
21. Le Contrat - 2e partie (Murderer’s Row - Part 2)
22. Carrick O’Quinn (Carrick O’Quinn)

### Troisième saison (1994-1995)
1. La Cavale de Dutch - 1re partie (Dutch On the Run - Part 1)
2. Le Procès de Reno Raines - 2e partie (The Trial of Reno Raines - Part 2)
3. Évasion - 3e partie (Escape - Part 3)
4. Le Roi et moi (The King and I)
5. Le Vent noir (Black Wind)
6. En passant par la Nouvelle-Orléans (Way Down Yonder in New Orleans)
7. Les Voleurs de bétail (Rustlers’ Rodeo)
8. Une enquête musclé (Muscle Beach)
9. Le Droit de savoir (The Late Shift)
10. Chasseurs de crime (Thrill Kill)
11. Les Anges du désir (Teen Angel)
12. La Planque (Den of Thieves)
13. Rancho Escondido (Rancho Escondido)
14. Flic d’occasion (Cop for a Day)
15. Le Détraqué de Santa Barbara (Stalker’s Moon)
16. En panne (Repo Raines)
17. Le Prédicateur (Ace in the Hole)
18. Une légende vivante (Living Legend)
19. Une histoire de famille (Family Ties)
20. Peine de cœur (Broken On the Wheel of Love)
21. La Rupture (Split Decision)
22. Tueur à gages (Hitman)

### Quatrième saison (1995-1996)
1. Le Mariage interrompu (Sawed-Off Shotgun Wedding)
2. Lune de miel mexicaine (Honeymoon in Mexico)
3. Un butin tombé du ciel (The Ballad of D.B. Cooper)
4. Le Célibataire le plus recherché (Most Wanted)
5. Poker menteur (Liar’s Poker)
6. Ex aequo (Dead Heat)
7. Le Retour d’Oncle Vincent (An Uncle in the Business)
8. Des off-shores pour la révolution (Offshore Thunder)
9. Gigolos (Studs)
10. Autres temps, autres mœurs (Another Place and Time)
11. Le Père indigne (Sins of the Father)
12. Asile (No Place Like Home)
13. Adoption furtive (Baby Makes Three)
14. Le Retour du chien (Hound Downtown)
15. Une cible facile (Stationary Target)
16. Retour dans le passé (Rio Reno)
17. Paradis perdu (Paradise Lost)
18. Un amour qui blesse (Love Hurts)
19. Une preuve accablante (Hard Evidence)
20. La Maison de poupée (The Dollhouse)
21. Pièces à conviction (Hog Calls)
22. Le Choix à ne pas faire (The Road Not Taken)

### Cinquième saison (1996-1997)
1. Nouvelle Recrue (No Balls, Two Strikes)
2. Légitime défense (Self Defense)
3. Monsieur succès (Mr. Success)
4. Cas de conscience (Five Minutes to Midnight)
5. Star à la dérive (God’s Mistake)
6. Présence d’esprit (Ghost Story)
7. Molly (Milk Carton Kid)
8. Flambeurs (High Rollers)
9. Pour le meilleur et pour le pire (For Better Or Worse)
10. Simulacre de mort (The Pipeline)
11. La Rançon (Ransom)
12. La Fête des pères (Father’s Day)
13. L’Arrangement (Hard Rain)
14. Ennemi public no 2 (Top Ten With a Bullet)
15. Tueur en série cherche victime (Swm Seeks Vctm)
16. Overdose (Knock Out)
17. Sexe, mensonge et enlèvement (Sex, Lies and Activewear)
18. Chasse sanglante (Blood Hunt)
19. Le Chasseur de primes de l’année (Bounty Hunter of the Year)
20. L’Oiseau de mauvais augure (Born Under a Bad Sign)
21. La Belle Indian (The Maltese Indian)
22. La Mauvaise Graine (The Bad Seed')

## Commentaires
- Les deux comédiens, Lorenzo Lamas (Reno) et Kathleen Kinmont (Cheyenne) ont été mariés de 1989 à 1993[réf. nécessaire]. Ils ont travaillé ensemble dans Le Rebelle. Et bien qu'ayant divorcé au milieu de la série, ils ont poursuivi leur collaboration dans la série, jusqu'à ce que Kathleen Kinmont soit renvoyée en 1996, au cours de la 4e saison. Avant ce licenciement, son personnage fut quelque peu négligé par les scénaristes. Dans la saison 5, Kathleen Kinmont a été remplacée par l'actrice Sandra Ferguson dans le rôle de "Sandy Carruthers".

- À la fin du dernier épisode, Reno n'a pas attrapé Dutch Dixon et n'a donc pas été en mesure de prouver son innocence. Reno était accusé du meurtre du policier Bussy Barrell et de la femme de Dixon (Dixon avait surpris sa femme parler avec Reno car elle voulait faire arrêter Dixon pour ses magouilles, Dixon l'avait tuée et fait accuser Reno du meurtre). Dans toute la saison 5, le suspense avait été maintenu à ce sujet... la dernière minute du dernier épisode, on voit Reno et Bobby Sixkiller partir à la recherche de Dixon pour l'arrêter. Tous les fans attendaient impatiemment la 6e saison pour savoir ce qui allait advenir. Ils ne l'ont jamais su puisque la série a été annulée en 1997, au terme des 5 saisons. On ne saura par conséquent jamais si Reno réussit à arrêter Dixon et est innocenté ou s'il restera un fugitif à vie. Par contre, un épisode final a bien été filmé, où on peut voir Reno arrêter Dixon et où Reno Raines se voit innocenté. D'après Lorenzo Lamas sur Twitter, cet épisode final n'a jamais été diffusé ni vendu à une chaîne pour ne pas dissuader les diffuseurs à acheter la série en vue de futures rediffusions. En effet, les épisodes conçus en "standalone" pouvaient être vus dans n'importe quel ordre.

- Lancé le 19 septembre 1992, Le Rebelle a été diffusé de 1992 à 1997, soit l'équivalent de 5 saisons pour 110 épisodes. Au sommet de son succès, la série était retransmise dans près de 100 pays et doublée dans une douzaine de langues[réf. nécessaire]. Elle devint ainsi l'un des programmes les plus regardés dans le monde[réf. nécessaire]. Lorsque la série fut annulée en 1997, la chaîne USA rediffusa l'intégralité des épisodes.

## Stephen J. Cannell «Dixon»
La série a été créée par Stephen J. Cannell, qui était également un acteur récurrent dans le rôle du flic ripoux, Donald "Dutch" Dixon.
- Les titres des 25 épisodes avec Donald « Dutch » Dixon (qui sont les épisodes les plus importants de la série)

Saison 1
- 1) Le piège
- 2) Poursuite Accidentelle
- 12) La chanson de val
- 15) reno contre reno
- 21) Les Gladiateurs (1/2)
- 22) Les Gladiateurs (2/2)

Saison 2
- 1) Vieille canaille
- 4) La vie n’a pas de prix
- 10) La Cité du vent
- 15) Otage

Saison 3
- 1) La cavale de dutch (1/3)
- 2) Le Procès de Reno Raines (2/3)
- 3) Évasion (3/3)
- 9) Le Droit de savoir
- 21) La Rupture
- 22) Tueur à gages

Saison 4
- 1) Le Mariage interrompu
- 11) Le Père indigne
- 15) Une cible facile
- 16) Retour dans le passé
- 22) Le Choix à ne pas faire

Saison 5
- 1) Nouvelle Recrue
- 9) Pour le meilleur et pour le pire
- 13) L’Arrangement
- 22) La Mauvaise Graine

## Série dérivée
La finale de la saison 2, "Carrick O'Quinn", était un pilote de porte dérobée pour une série dérivée, avec O'Quinn joué par Don Michael Paul. Dans l'épisode final, O'Quinn était à la tête d'une escouade de commandos de police, qui a accidentellement aveuglé une juge nommée Sarah Jessup, une amie de Reno, tout en essayant de la sauver du danger. Se sentant coupable d'avoir rendu le juge aveugle, O'Quinn a quitté la force et a aidé le juge aveugle sans révéler qui il était vraiment.
La série dérivée de Carrick O'Quinn, cependant, ne s'est jamais produite.

## DVD
- USA, Coffret intégrale 20 DVD le 12 octobre 2010 en Zone 1 chez Mill Creek Entertainment en VO sans bonus [1].
- France, Coffret DVD intégrale chez "Elephant Films" le 25 novembre 2025